# منتخب إريتريا لكرة القدم للسيدات
منتخب إريتريا لكرة القدم للسيدات (بالإنجليزية: Eritrea women's national football team)‏ هو ممثل إريتريا الرسمي في المنافسات الدولية في كرة القدم للسيدات، يديريه اتحاد إريتريا لكرة القدم.